# Prêmio Machado de Assis
Prêmio Machado de Assis é o principal prêmio literário brasileiro, oferecido pela Academia Brasileira de Letras (ABL) a escritores brasileiros, pelo conjunto de sua obra, desde 1941.
Os vencedores recebem um valor em dinheiro, um diploma e, desde 1998, um troféu criado pelo escultor Mário Agostinelli – um pequeno busto de Machado de Assis.

## Premiados
| Ano  | Retrato             | Laureado                          | Vida                | Ref   |
| ---- | ------------------- | --------------------------------- | ------------------- | ----- |
| 1941 |                     | Tetrá de Teffé                    | 1897-1995           |       |
| 1942 |                     | Afonso Schmidt                    | 1890-1964           |       |
| 1943 |                     | Sousa da Silveira                 | 1883-1967           |       |
| 1944 | não houve premiação | não houve premiação               | não houve premiação |       |
| 1945 |                     | Osório Dutra                      | 1889-1968           |       |
| 1946 |                     | Tobias do Rego Monteiro           | 1866-1952           |       |
| 1947 |                     | Padre Leonel Franca               | 1893-1948           |       |
| 1948 |                     | Augusto Meyer                     | 1902-1970           |       |
| 1949 | não houve premiação | não houve premiação               | não houve premiação |       |
| 1950 |                     | Eugênio Gomes                     | 1897-1972           |       |
| 1951 |                     | Padre Augusto Magne               | 1887-1966           |       |
| 1952 |                     | Antônio da Silva Melo             | 1886-1973           |       |
| 1953 |                     | Érico Veríssimo                   | 1905-1975           |       |
| 1954 |                     | Dinah Silveira de Queiroz         | 1911-1982           |       |
| 1955 |                     | Onestaldo de Pennafort            | 1902-1987           |       |
| 1956 |                     | Luís da Câmara Cascudo            | 1898-1986           |       |
| 1957 |                     | Tasso da Silveira                 | 1895-1968           |       |
| 1958 |                     | Rachel de Queiroz                 | 1910-2003           |       |
| 1959 |                     | José Maria de Albuquerque Belo    | 1885-1959           |       |
| 1960 | não houve premiação | não houve premiação               | não houve premiação |       |
| 1961 |                     | João Guimarães Rosa               | 1908-1967           |       |
| 1962 |                     | Antenor Nascentes                 | 1886-1972           |       |
| 1963 |                     | Gilberto Freyre                   | 1900-1987           |       |
| 1964 |                     | Joracy Camargo                    | 1898-1973           |       |
| 1965 |                     | Cecília Meireles                  | 1901-1964           |       |
| 1966 |                     | Lúcio Cardoso                     | 1912-1968           |       |
| 1967 |                     | Adelino Magalhães                 | 1887-1969           |       |
| 1968 |                     | Oscar Mendes                      | 1902-1983           |       |
| 1969 |                     | Edison Carneiro                   | 1912-1972           | [ 1 ] |
| 1970 |                     | Octávio de Faria                  | 1908-1980           |       |
| 1971 |                     | Murillo Araújo                    | 1894-1980           |       |
| 1972 |                     | Dalcídio Jurandir                 | 1909-1979           |       |
| 1973 |                     | Andrade Muricy                    | 1895-1984           |       |
| 1974 |                     | Waldemar Cavalcanti               | 1912-1982           |       |
| 1975 |                     | Hermes Lima                       | 1902-1978           |       |
| 1976 |                     | Mário da Silva Brito              | 1916-2008           |       |
| 1977 |                     | Raul Bopp                         | 1898-1984           |       |
| 1978 |                     | Carolina Nabuco                   | 1890-1981           |       |
| 1979 |                     | Gilka Machado                     | 1893-1980           |       |
| 1980 | \|                  | Mário Quintana                    | 1906-1994           |       |
| 1981 |                     | Aires da Mata Machado Filho       | 1909-1975           |       |
| 1982 |                     | Franklin de Oliveira              | 1916-2000           |       |
| 1983 |                     | Paulo Rónai                       | 1907-1992           |       |
| 1984 |                     | Henriqueta Lisboa                 | 1901-1985           |       |
| 1985 |                     | Thales de Azevedo                 | 1904-1995           |       |
| 1986 |                     | Péricles Eugênio da Silva Ramos   | 1919-1992           |       |
| 1987 |                     | Nilo Pereira                      | 1909-1992           |       |
| 1988 |                     | Dante Milano                      | 1899-1991           |       |
| 1989 |                     | Gilberto Mendonça Teles           | 1931-2024           |       |
| 1990 |                     | Sábato Magaldi                    | 1927-2016           |       |
| 1991 |                     | Maria Clara Machado               | 1921-2001           |       |
| 1992 |                     | Fausto Cunha                      | 1924-2004           |       |
| 1993 |                     | Antonio Candido                   | 1918-2017           |       |
| 1994 |                     | Antônio Olinto                    | 1919-2009           |       |
| 1995 |                     | Leodegário A. de Azevedo Filho    | 1927-2011           |       |
| 1996 |                     | Carlos Heitor Cony                | 1926-2018           |       |
| 1997 |                     | José J. Veiga                     | 1915-1999           |       |
| 1998 |                     | Joel Silveira                     | 1918-2007           |       |
| 1999 |                     | Fernando Sabino                   | 1923-2004           |       |
| 2000 |                     | Antônio Torres                    | 1940 (84 anos)      |       |
| 2001 |                     | Ana Maria Machado                 | 1941 (83 anos)      |       |
| 2002 |                     | Wilson Martins                    | 1921-2010           |       |
| 2003 |                     | Antonio Carlos Villaça            | 1928-2005           |       |
| 2004 |                     | Francisco de Assis Brasil         | 1929-2021           |       |
| 2005 |                     | Ferreira Gullar                   | 1930–2016           |       |
| 2006 |                     | César Leal                        | 1924-2013           |       |
| 2007 |                     | Roberto Cavalcanti de Albuquerque | 1939-2020           |       |
| 2008 |                     | Autran Dourado                    | 1926-2012           |       |
| 2009 |                     | Salim Miguel                      | 1924-2016           |       |
| 2010 |                     | Benedito Nunes                    | 1929-2011           |       |
| 2011 |                     | Carlos Guilherme Mota             | 1941 (84 anos)      |       |
| 2012 |                     | Dalton Trevisan                   | 1925-2024           | [ 2 ] |
| 2013 |                     | Silviano Santiago                 | 1936 (88 anos)      |       |
| 2014 |                     | Vamireh Chacon                    | 1934-2023           | [ 3 ] |
| 2015 |                     | Rubem Fonseca                     | 1925-2020           |       |
| 2016 |                     | Ignácio de Loyola Brandão         | 1936 (88 anos)      | [ 4 ] |
| 2017 |                     | João José Reis                    | 1952 (72 anos)      |       |
| 2018 | não houve premiação | não houve premiação               | não houve premiação |       |
| 2019 | não houve premiação | não houve premiação               | não houve premiação |       |
| 2020 | não houve premiação | não houve premiação               | não houve premiação |       |
| 2021 |                     | Ruy Castro                        | 1948 (77 anos)      | [ 5 ] |
| 2022 |                     | Roberto DaMatta                   | 1936 (88 anos)      | [ 6 ] |
| 2023 |                     | Marina Colasanti                  | 1937-2025           | [ 7 ] |
| 2024 |                     | Adélia Prado                      | 1935 (89 anos)      | [ 8 ] |